# 1708-as busz
Az 1708-as jelzésű autóbuszvonal távolsági autóbuszjárat Győr és Szántód között, melyet a MÁV Személyszállítási Zrt. lát el.

## Közlekedése
A járat Győrt és Szántódot köti össze. Útvonalának hossza 146,0 km, menetideje Szántód felé 3 óra 27 perc, Győr felé 3 óra 50 perc.
Nyári tanszünetben szabad- és munkaszüneti napokon egy járatpár szállítja az utasokat.

## Megállóhelyei
| 0  | Győr, autóbusz-állomás végállomás                 | 55 | 1, 1A, 1B, 2, 10, 11, 27, 32, 34, 36, 900 1268, 1507, 1592, 1620, 1631, 1707, 1709, 1710, 1714, 1715, 1717, 1721, 1794, 1822, 1826, 1850 7002, 7003, 7004, 7005, 7007, 7010, 7020, 7021, 7022, 7024, 7025, 7030, 7031, 7032, 7033, 7034, 7035, 7037, 7040, 7041, 7043, 7049, 7050, 7052, 7054, 7055, 7057, 7059, 7061, 7063, 7065, 7069, 7070, 7071, 7073, 7074, 7077, 7080, 7082, 7083, 7084, 7085, 7086, 7087, 7088, 7090, 7091, 7098, 7914 S10, G10, gyorsított személyvonat, személyvonat, sebesvonat, EuroRegio, Tanúhegy sebesvonat, Helikon InterRégió, InterRégió, Arrabona InterCity, Tűztorony, Ikva, Lővér, Kékfrankos, Magnet Bank, Scarbantia, Soproni Közgáz InterCity, Savaria InterCity, Mura nemzetközi InterCity, Dráva nemzetközi InterCity, RegioJet, Railjet Xpress, Kálmán Imre EuroNight, Csárdás, Lehár, Liszt Ferenc és Semmelweis EuroCity, Advent EuroCity, Hortobágy EuroCity, Transilvania-Szamos EuroCity, Dacia-Corvin nemzetközi gyorsvonat |
| 1  | Győr, Tihanyi Árpád út kórház                     | 54 | 2, 11, 13, 13B, 14, 14A, 14B, 25, 36, 38, 900 1592, 1620, 1709, 1710, 1711, 1714, 1717, 1794 7030, 7031, 7032, 7033, 7034, 7035, 7037, 7040, 7041, 7043, 7049, 7050, 7051, 7052, 7914 |
| 2  | Győr, Szent Imre út, József Attila utca           | 53 | 5, 5B, 6 1592, 1631, 1709, 1710 7030, 7031, 7032, 7033 |
| ∫  | Nyúl, községháza                                  | 52 | 1592, 1631, 1709, 1710 7030, 7031, 7032, 7033 |
| ∫  | Écs, Hegyi út                                     | 51 | 1592, 1631, 1709, 1710 7030, 7031, 7032, 7033 |
| ∫  | Pannonhalmi elágazás                              | 50 | 1592, 1631, 1709, 1710 7030, 7031, 7033 |
| ∫  | Ravazd, presszó                                   | 49 | 1592, 1631, 1709, 1710 7030, 7031, 7033 |
| ∫  | Ravazd, erdőgazdaság                              | 48 | 1592, 1631, 1709, 1710 7030, 7031, 7032, 7033 |
| ∫  | Bakonypéterd, autóbusz-váróterem                  | 47 | 1592, 1631, 1709, 1710 7031, 7032, 7033 |
| ∫  | Veszprémvarsány, vasútállomás                     | 46 | 1592, 1631, 1709, 1710, 1848, 1851 7029, 7031, 7033 személyvonat |
| 3  | Veszprémvarsány, étterem                          | 45 | 1592, 1631, 1709, 1710, 1848, 1851 7029, 7031, 7033 |
| ∫  | Bakonyszentkirály, bejárati út                    | 44 | 1592, 1631, 1709, 1710 7033, 7301, 7302, 7305, 7405 |
| ∫  | Csesznek, Suttony                                 | 43 | 1592, 1631, 1709, 1710 7033, 7301, 7302, 7405 |
| ∫  | Gézaházapuszta, bejárati út                       | 42 | 1592, 1631, 1709, 1710 7033, 7301, 7302, 7405 |
| ∫  | Imremajor, bejárati út                            | 41 | 1592, 1631, 1709, 1710 7033, 7301, 7302, 7405 |
| ∫  | Zirc, Kardosrét, autóbusz-váróterem               | 40 | 1592, 1631, 1709, 1710 7033, 7301, 7302, 7400, 7405, 7406 |
| ∫  | Zirc, autóbusz-állomás (vasútállomás)             | 39 | 1251, 1592, 1631, 1709, 1710, 1809 7033, 7300, 7301, 7302, 7303, 7304, 7305, 7306, 7307, 7400, 7405, 7406, 7410, 7412, 7413, 7416, 7420, 7426, 7922 személyvonat |
| 4  | Zirc, Rákóczi tér                                 | 38 | 1251, 1592, 1631, 1709, 1710, 1809 7033, 7300, 7301, 7302, 7303, 7304, 7305, 7306, 7307, 7400, 7405, 7406, 7410, 7412, 7413, 7416, 7418, 7420, 7426, 7922 |
| ∫  | Eplény, autóbusz-váróterem                        | 37 | 1592, 1631, 1709, 1710 7300, 7301, 7302, 7303, 7304, 7305, 7306, 7307 |
| ∫  | Eplény, újtelep                                   | 36 | 1592, 1631, 1709, 1710 7300, 7301, 7302, 7303, 7304, 7305, 7306, 7307 |
| ∫  | Veszprém (Gyulafirátót), ABC                      | 35 | 23, 23U, 24 1592, 1631, 1709, 1710 7300, 7301, 7302, 7303, 7304, 7305, 7306, 7307, 7309 |
| ∫  | Veszprém (Kádárta), bejárati út                   | 34 | 23, 23U, 24 1592, 1631, 1709, 1710 7300, 7301, 7302, 7303, 7304, 7305, 7306, 7307, 7309 |
| ∫  | Veszprém TESCO áruház                             | 33 | 23, 23U, 24 1592, 1631, 1709, 1710 7300, 7301, 7302, 7303, 7304, 7305, 7306, 7307, 7309, 7311, 7314 |
| 5  | Veszprém, autóbusz-állomás                        | 32 | 1, 2, 3, 4, 4A, 7, 7A, 10, 13, 22, 23, 23U, 24, 47 1189, 1212, 1215, 1216, 1229, 1510, 1529, 1564, 1592, 1593, 1625, 1626, 1631, 1658, 1709, 1710, 1720, 1722, 1731, 1735, 1736, 1740, 1742, 1758, 1806, 1808, 1823, 1846, 1853 7300, 7301, 7302, 7303, 7304, 7305, 7306, 7307, 7309, 7311, 7314, 7315, 7316, 7317, 7318, 7319, 7320, 7322, 7323, 7324, 7325, 7326, 7332, 7333, 7335, 7338, 7341, 7344, 7345, 7346, 7350, 7355, 7360, 7361, 7363, 7364, 7366, 7367, 7369, 7370, 7376, 7381, 7386, 7388, 7391, 7395, 7396, 7398 |
| 6  | Balatonalmádi (Vörösberény), autóbusz-váróterem   | 31 | 1631, 1709, 1720, 1722, 1731 7325, 7332, 7333, 7335, 7338, 7600, 7654 |
| 7  | Balatonalmádi, autóbusz-állomás                   | 30 | 1631, 1709, 1720, 1722, 1731 7325, 7326, 7332, 7333, 7335, 7338, 7341, 7600, 7602, 7653, 7654, 8082 |
| 8  | Balatonalmádi, Bauxitkutató Vállalat bejárati út  | 29 | 1731 7325, 7326, 7332, 7333, 7600, 7602, 7653, 7654, 8082 |
| 9  | Balatonfűzfő, Rákóczi utca                        | 28 | 7325, 7326, 7332, 7600, 7602, 7653, 7654, 8082 |
| 10 | Balatonfűzfő, vasútállomás                        | 27 | 1564, 1592, 1593, 1731, 1740, 1742 7320, 7322, 7323, 7324, 7325, 7534, 7602 személyvonat, sebesvonat, Tekergő sebesvonat, Vízipók sebesvonat, Csabai Tekergő expresszvonat, Szabolcsi Tekergő expresszvonat, Katica InterRégió |
| 11 | Balatonkenese, vasútállomás                       | 26 | 1564, 1592, 1593, 1731, 1740, 1742 7322, 7323, 7324, 7325, 7602 személyvonat, sebesvonat, Tekergő sebesvonat, Vízipók sebesvonat, Csabai Tekergő expresszvonat, Szabolcsi Tekergő expresszvonat, Katica InterRégió |
| 12 | Balatonkenese, újtelep                            | 25 | 1564, 1592, 1593, 1740, 1742 7322, 7323, 7324, 7325, 7602 |
| 13 | Balatonakarattya, üdülő                           | 24 | 1564, 1592, 1593, 1740, 1742 7322, 7323, 7324, 7325, 7602 |
| 14 | Balatonakarattya, vasútállomás lejáró út          | 23 | 1564, 1592, 1593, 1731, 1740, 1742 7322, 7323, 7324, 7325, 7602 személyvonat, sebesvonat, Tekergő sebesvonat, Vízipók sebesvonat, Csabai Tekergő expresszvonat, Szabolcsi Tekergő expresszvonat, Katica InterRégió |
| 15 | Balatonaligai elágazás                            | 22 | |
| 16 | Balatonvilágos (Balatonaliga), vasúti megállóhely | 21 | 1593 7324, 7325, 8325, 8326 S30, személyvonat, sebesvonat, Déli-Parti InterRégió, Vitorlás InterRégió, Panoráma expresszvonat, Jégmadár expresszvonat, Aranypart expresszvonat, Ezüstpart expresszvonat, Aranyhíd expresszvonat, Tópart InterCity |
| 17 | Balatonvilágos, újtelep                           | 20 | 1593 7324, 7325, 8325, 8326 |
| 18 | Balatonvilágos, vasútállomás bejárati út          | 19 | 1593 7324, 7325, 8325, 8326 S30, személyvonat, sebesvonat, Déli-Parti InterRégió, Ezüstpart expresszvonat |
| 19 | Siófok (Szabadisóstó), 7. sz. út                  | 18 | 1302, 1402, 1512, 1528, 1563, 1842 5358, 5458, 8325, 8326 |
| 20 | Siófok, (Szabadifürdő), vasúti megállóhely        | 17 | 2, 24, N2 1174, 1302, 1402, 1512, 1528, 1563, 1842 5358, 5458, 7324, 7325, 8325, 8326 S30, személyvonat, sebesvonat, Déli-Parti InterRégió, Vitorlás InterRégió, Panoráma expresszvonat, Jégmadár expresszvonat, Aranypart expresszvonat |
| 21 | Siófok, felső                                     | 16 | 1302, 1402, 1528, 1563, 1593 5358, 5458, 7324, 7325, 8325, 8326 |
| 22 | Siófok, autóbusz-állomás                          | 15 | 1, 2, 7, 14, 14A, 18, 24, N2, N5 1172, 1174, 1177, 1302, 1402, 1499, 1506, 1512, 1528, 1563, 1564, 1592, 1593, 1740, 1742, 1842 5358, 5439, 5458, 5906, 5916, 6008, 6010, 6015, 6016, 6018, 6035, 6038, 6040, 6041, 6053, 6101, 7324, 7325, 8274, 8325 személyvonat, sebesvonat, Déli-Parti InterRégió, Esti Csók InterRégió, Vitorlás InterRégió, Panoráma expresszvonat, Jégmadár expresszvonat, Aranypart expresszvonat, Ezüstpart expresszvonat, Aranyhíd expresszvonat, Napfürdő expresszvonat, Balaton InterCity, Tópart InterCity, Adria nemzetközi InterCity, Agram nemzetközi InterCity |
| 23 | Siófok, Dózsa György utca                         | 14 | 14, 14A 1593 5358, 5458, 5906, 5916, 6008, 6010, 6015, 6016, 6018, 6035, 6038, 6040, 6041, 6053, 7324, 7325, 8325, 8326 |
| 24 | Siófok, városháza                                 | 13 | 7, 14, 14A, 18, 24, N2 1174, 1593 5439, 5906, 5916, 6010, 6015, 6016, 6018, 6035, 6038, 6040, 6041, 6053, 6101, 8274 |
| 25 | Siófok, kórház                                    | 12 | 7, 14, 14A, 18, 24 1174, 1592, 1593, 1742 5906, 5916, 6016, 6035, 6038, 6040, 6041, 6053, 6101 |
| 26 | Siófok, Fokihegyi iskola                          | 11 | N5 1174, 1593 5906, 5916, 6016, 6035, 6038, 6040, 6041, 6053 |
| 27 | Siófok, (Balatonszéplak) felső vasúti megállóhely | 10 | N5 1174, 1593 5906, 5916, 6016, 6035, 6038, 6040, 6041, 6053 személyvonat, Déli-Parti InterRégió, Vitorlás InterRégió, Jégmadár expresszvonat, Aranypart expresszvonat, Ezüstpart expresszvonat, Napfürdő expresszvonat |
| 28 | Siófok, (Balatonszéplak) alsó vasúti megállóhely  | 9  | 1, 14 1174, 1593 5906, 5916, 6016, 6035, 6038, 6040, 6041, 6053 személyvonat, Déli-Parti InterRégió, Vitorlás InterRégió, Jégmadár expresszvonat, Aranypart expresszvonat, Napfürdő expresszvonat |
| 29 | Zamárdi, Endrédi patak                            | 8  | 1174, 1593 5906, 5916, 6016, 6035, 6038, 6040, 6041, 6053 |
| 30 | Zamárdi, felső vasútállomás                       | 7  | 1174, 1593 5906, 5916, 6016, 6035, 6038, 6040, 6041, 6053 személyvonat, Déli-Parti InterRégió, Vitorlás InterRégió, Jégmadár expresszvonat, Napfürdő expresszvonat |
| ∫  | Zamárdi, vasúti megállóhely                       | 6  | 1174, 1177, 1402, 1499, 1506, 1528, 1592, 1593, 1742, 1842 5906, 5916, 6016, 6035, 6038, 6040, 6041, 6053, 6101 személyvonat, Déli-Parti InterRégió, Vitorlás InterRégió, Jégmadár expresszvonat, Aranypart expresszvonat, Ezüstpart expresszvonat, Aranyhíd expresszvonat, Napfürdő expresszvonat, Balaton InterCity, Tópart InterCity |
| 31 | Zamárdi, vasúti megállóhely (Eötvös utca)         | ∫  | 1174, 1593 5916, 6035 |
| 32 | Zamárdi, Kecskeméti utca                          | 5  | 1174, 1593 5916, 6035 |
| 33 | Zamárdi, Csokonai köz                             | 4  | 1174, 1593 5916, 6035 |
| 34 | Zamárdi, Kéktó kemping                            | 3  | 1174, 1593 5916, 6035 |
| 35 | Szántód, rév bejárati út                          | 2  | 1174, 1593 5916, 6035 |
| 36 | Szántód, Hattyú utca                              | 1  | 1174, 1593 5916, 6035 |
| 37 | Szántód, vasúti átjáró végállomás                 | 0  | 1174, 1593 5916, 6035 személyvonat, Déli-Parti InterRégió, Vitorlás InterRégió, Jégmadár expresszvonat, Aranypart expresszvonat, Ezüstpart expresszvonat, Napfürdő expresszvonat |